# Ліга чемпіонів ФІБА 2025—2026
Ліга чемпіонів ФІБА 2025—2026 — десятий сезон турніру, організованого ФІБА. Розпочнеться 23 вересня 2025 кваліфікацією, а завершиться 10 травня 2026 року.